# هرکولانیوم (میزوری)
هرکولانیوم (به انگلیسی: Herculaneum) یک شهر در ایالات متحده آمریکا است که در شهرستان جفرسون، میزوری واقع شده‌است. هرکولانیوم ۱۰٫۶۲ کیلومتر مربع مساحت و ۳٬۴۶۸ نفر جمعیت دارد و ۱۲۹ متر بالاتر از سطح دریا قرار دارد.